# Primul care a înregistrat și primul care a inventat
În acordarea  brevetului de invenție „primul care a înregistrat” (first to file) și  „primul care a inventat” (first to invent) sunt concepte legale care definesc cine este îndreptățit sa fie declarat inventator și  deținător al drepturilor asociate. 

## Primul care a înregistrat
În sistemele legislative bazate pe principiul „primul care a înregistrat” drepturile asociate acordării brevetului de invenție sunt acordate celui care a îndeplinit primul condițiile prevăzute de solicitare a acestuia fără a ține seama de data la care invenția a fost creată. Legislația în majoritatea țărilor recunoaște principiul „primul care a înregistrat” cu o excepție notabilă: SUA.

## Primul care a inventat
În sistemul legislativ din SUA se consideră că inventarea se face în doi pași: (1) conceperea invenției și (2) punerea în practică. Data inventării este considerată data la care a fost concepută invenția. Punerea în practică poate fi depunerea cererii pentru brevet sau realizarea practică a invenției. Primul care depune documentația pentru brevetare va fi considerat că este „primul care a inventat”, dacă nu va contesta cineva acest drept, (cineva care poate dovedi conceperea invenției la o dată anterioară). Inventatorul este sfătuit să documenteze activitatea lui astfel încât să poată fi dovedită în instanță data creării invenției.